# U2のアダム・クレイトンの作品
アイルランド出身のロック・バンド、U2のアダム・クレイトン名義の作品を列記する。
参考：「U2の作品」「U2の他の作品」「U2のボノの作品」「U2のジ・エッジの作品」「U2のラリー・マレン・ジュニアの作品」

## ドゥ・ゼイ・ノウ・イッツ・クリスマス?
→「ドゥ・ゼイ・ノウ・イッツ・クリスマス?」

## スティル・ウォーター他
ダニエル・ラノワ『Acadie』(1989)収録。
- Still Water (Studio Version)
- Jolie Louise (Studio Version)

ダニエル・ラノワのファーストソロアルバム。アダムとラリーはこの2曲で参加。2人のパートはダブリンのSTSスタジオでポール・バレットがレコーディングした。

## オレンモアの若者たち
→「エイプリル・ザ・サード他」

## マルガリータ組曲
シャロン・シャノン『Sharon Shannon』(1991)収録。
- The Marguerita Suite (Studio Version)

アイルランドＮｏ．１アコーディオン＆フィドル奏者のファーストアルバム。このレコーディングに入る前に彼女はThe Waterboysやクリスティ・ムーアのツアーに参加した。
アダムはこの曲でアコースティックベースを弾いている。他にドーナル・ラニー、スティーブ・ウィッカム、フィリップ・キング、リアム・オ・メンリィらがこのアルバムに参加している。
1992年1月RTEテレビのLate Late Showでアダムはシャロン・シャノン、リアム・オ・メンリィ、フィリップ・キングとこの曲を演奏した。

## ジーズデイズ・イン・ア・オープン・ブック他
ナンシー・グリフィス『Flyer』(1994)収録。
- These Days in an Open Book (Studio Version)
- Don't Forget about Me (Studio Version)
- On Grafton Street (Studio Version)
- This Heart (Studio Version)

1978年から活動しているグラミー賞授賞歴もあるアメリカのカントリー歌手・ナンシー・グリフィスのアルバム。Zoo TVツアーが終わった後、ラリーとアダムはニューヨークに滞在していたが、その際、ナンシーのレコーディングに参加した。

ナンシーはラリーに会った時のことをこう回想している。
ショーが終わってバックステージに戻ると、ラリーがそこに座っていたんだけど、私は誰か気づかなかった。私が『ビールはいかが？』と言ったら、彼は『ああ、ありがとう』と言った。そして『僕が誰かしらないのかい？』と言って、自分はU2のラリー・ミューレン・ジュニアだと自己紹介したの。私は失神しそうになったわ。そして『他のメンバーは君のバンドと一緒にいるよ。でも僕はロードマネージャーに頼んでここに入れてもらったんだ。自己紹介したかったかね。僕は君の大ファンなんだ。僕を楽屋から追い出さないんで驚いたよ。君は思っていたとおりの人だ』と言ったの
アダムとラリーは「On Grafton Street」「These Days in an Open Book」「Don't Forget About Me」の3曲に参加し、ラリーはさらに「This Heart」でもドラムを叩き、リミックスにも関わっている。またラリーのドラムテクのサム・オサリバンもリミックスにクレジットされている。
このレコーディングの間、アダムとラリーはIndigo Girls、マーク・ノップラー、The Chieftainsともセッションをしている。
このアルバムは1995年グラミー賞のBest Contemporary Folk Albumにノミネートされたが授賞は逃した。ナンシーは2021年に69歳で亡くなっている。

## ワン
『99X Live X Volume 2 - One Life』 (1995)収録。
- One (Live from Washington, Jan. 20, 1993) - Automatic Baby (マイケル・スタイプ, マイク・ミルズ, アダム・クレイトン & ラリー・マレン)

アトランタ州のジョージアにある99Xというラジオ局が、1993年～2007年までリリースしていたコンピの一枚。
1993年、MTVのビル・クリントン大統領就任記念番組に出演予定だったR.E.M.は、メンバーが全員揃わなかったのでアダムとラリーに声をかけ、直近の両者のアルバムのタイトルを取ってAutomatic Babyという一夜限りのバンドを結成。同年1月20日にワシントン州で行われたMTV Rock and Roll Inaugural Ballで「One」を演奏した。

## ミッション・インポッシブルのテーマ
『Mission: Impossible』 (1996)収録。
- Theme from Mission: Impossible (Studio Version)
- Mission: Impossible Theme (Mission Accomplished) (Studio Version)

ブライアン・デ・パルマ監督、トム・クルーズ主演の1996年のアメリカ映画『ミッション・インポッシブル』のサントラ。

サントラに収録されている2つのヴァージョンの違いについて、アダムはこう語っている。
技術的なことを言うと、オリジナルのほうはブルーズをベースにしている。60年代のバンドがやったやつだ。けれども少し違いを出すために 5/4拍子にしている。スティングが得意とする分野だね。ビートの強調するところを変えているから、曲に合わせてダンスするのは難しくなっている。南米のリズムを使って作ったんだ。とても上手く行ったけど、クラブには相応しくないね。だから4/4拍子の別のバージョンを作った。みんな違いがわからないと思うけど、1つはダンスができるけど、もう1つはできないんだ。
このサントラはマザーレコードからリリースされた。また当時マザーレコードから作品をリリースしていたビョーク、Longpigs、U2の盟友ギャビン・フライデーなどU2人脈の人々もサントラに参加している。この曲はシングルカットされ、。USダンス＆クラブチャートで２位を記録するなどスマッシュヒットした。

## トゥモロー（コモン・グラウンド・ヴァージョン）
→「トゥモロー（コモン・グラウンド・ヴァージョン）」

## ボーン・アゲイン・サヴェージ (アルバム)
リトル・スティーヴン『Born Again Savage 』(1999)
Eストリート・バンドのリトル・スティーブンのソロアルバムに全面参加。ちなみにドラムはジェイソン・ボーナム（Led Zeppelinのジョン・ボーナムの息子）。 このアルバムはスティーブンが作ったRenegade Nationというレーベルから初めてリリースした作品で、ウェブサイトとメールのみでの販売で、店頭販売はされなかったのだが、セールスは惨憺たるものだったのだという。

## テイク・イット・イージー（EP）
Kristel「Take It Easy」(2021)収録。
KristelというマダガスカルのバンドのEPにミックスとアレンジで参加している。2018年にエクスペリエンス・アンド・イノセンス・ツアーでパリを訪れた際、アダムはバンドと出会い、ミニアルバムの制作に関わることになったのだという。